# Шматько Леонід Олександрович
Леонід Олександрович Шматько́ (14 лютого 1917, Харків — 4 лютого 1981, Харків) — український радянський живописець, заслужений художник УРСР з 1977 року. Член харківського відділення Спілки художників України з 1951 року.

## Біографія
Народився 14 лютого 1917 року в Харкові, ріс в УНР. 1949 року закінчив Харківський художній інститут де навчався в С. Бесєдіна, О. Кокеля, С. Прохорова.
Помер у Харкові 4 лютого 1981 року.

## Творчість
Автор:
- тематичних картин:
  - «Голос миру» (1951, у співавторстві з Є. Левіним);
  - «На Січ» (1954);
  - «Доповідь В. І. Леніна про план ҐОЕЛРО» (1957);
  - «Волею народу» (1970);
  - «Є така партія!» (1977);
- діорами «Харківська фортеця» (1969, у співавторстві з І. Карасем).

## Літераттура
- Українська радянська енциклопедія : у 12 т. / гол. ред. М. П. Бажан ; редкол.: О. К. Антонов та ін. — 2-ге вид. — К. : Головна редакція УРЕ, 1974–1985.;
- Словник художників України / відпов. ред. М. П. Бажан. — Київ : Головна редакція Української радянської енциклопедії, 1973. — 272 с.;
- Митці України : Енциклопедичний довідник. / упоряд. : М. Г. Лабінський, В. С. Мурза ; за ред. А. В. Кудрицького. — Київ : «Українська енциклопедія» імені М. П. Бажана, 1992. — С. 654 . — ISBN 5-88500-042-5.